# PY Возничего
PY Возничего (лат. PY Aurigae) — одиночная переменная звезда в созвездии Возничего на расстоянии (вычисленном из значения параллакса) приблизительно 16960 световых лет (около 5200 парсеков) от Солнца. Видимая звёздная величина звезды — от +15,4m до +13,7m.

## Характеристики
PY Возничего — жёлтая пульсирующая переменная звезда типа RR Лиры (RRAB) спектрального класса G. Эффективная температура — около 5454 К.